# 과금
과금(課金)은 가격을 부가하는 것이다. 가치 있는 대가를 요구할 때 과금이라는 말을 사용하는 경우, 현대는 무형의 것 특히 데이터와 서비스를 인터넷 전송 등 통신으로 판매 할 때의 대가 회수 수단을 가리킨다. 인터넷 또한 컴퓨터의 보급 이전에는 메인 프레임으로 대표되는 고가였기 정보 처리 시스템 자체의 이용에 처해졌지만, 그 대상은 시대와 함께 변화 해오고 있다. 선불 및 후불 신용 카드 이용이나 전자 화폐의 도입 등 실제 결제 수단은 다양한 방법이 있다.
서비스 수수료, 서비스 요금 또는 추가 요금은 고객의 청구서에 추가되는 수수료이다. 서비스 요금의 목적은 제품의 성격과 제공된 해당 서비스에 따라 달라지는 경우가 많다. 이 수수료가 부과되는 이유의 예로는 이동 시간 비용, 트럭 임대 비용, 책임 및 산재 보험 수수료, 계획 수수료 등이 있다. UPS와 페덱스는 최근 연료에 대한 추가 요금을 부과하기 시작했다.

## 온라인 게임의 과금
사람들이 온라인 게임을 하면서 과금하는 가장 큰 이유는 꾸미기 위해서(35%)이다. 아이템을 얻기 위해(32%), 빠른 성장(18%), 경쟁심(15%)의 이유도 있다.
과금하면 만족한다고 답한 사용자는 39%였고 아니라고 답한 사용자는 20%였다.
과금하지 않는 사용자들은 돈이 아깝거나(33%) 필요성을 못 느끼거나(26%) 과금 없이도 게임을 즐길 수 있기 때문에(19%) 게임에 돈을 쓰지 않는다.
한편 과금이 지나친 경우 피로감을 느낀 이용자가 게임을 그만두고 다른 게임을 찾는 경우도 있다.